# Tanzanialövtimalia
Tanzanialövtimalia (Illadopsis distans) är en fågelart i familjen marktimalior inom ordningen tättingar.

## Utbredning och systematik
Fågeln förekommer endast i södra Kenya och östra Tanzania. Fågeln kategoriserades tidigare  som underart till Illadopsis rufipennis, men urskiljs sedan 2016 som egen art av Birdlife International och IUCN, sedan 2021 även av tongivande International Ornithological Congress (IOC).

## Status
Arten har ett stort utbredningsområde och beståndet anses vara stabilt. Internationella naturvårdsunionen IUCN listar den därför som livskraftig (LC).